# 1809 au théâtre
| Années du théâtre : 1806 - 1807 - 1808 - 1809 - 1810 - 1811 - 1812    |
| Décennies du théâtre : 1770 - 1780 - 1790 - 1800 - 1810 - 1820 - 1830 |

## Événements
- 28 décembre[1] : création d'une École d’art dramatique à Moscou[2].

## Pièces de théâtre représentées
- 7 mars : Christophe Colomb, comédie de Népomucène Lemercier, au Théâtre de l'Odéon

## Décès
- 28 mars : Joseph-Jean-Baptiste Albouy, dit Dazincourt, acteur français, sociétaire de la Comédie-Française, né le 11 décembre 1747 .
- 10 octobre : Jean-Henri Gourgaud, dit Dugazon, acteur français, sociétaire de la Comédie-Française, né le 15 novembre 1746.